# Nieuwe Willemshaven

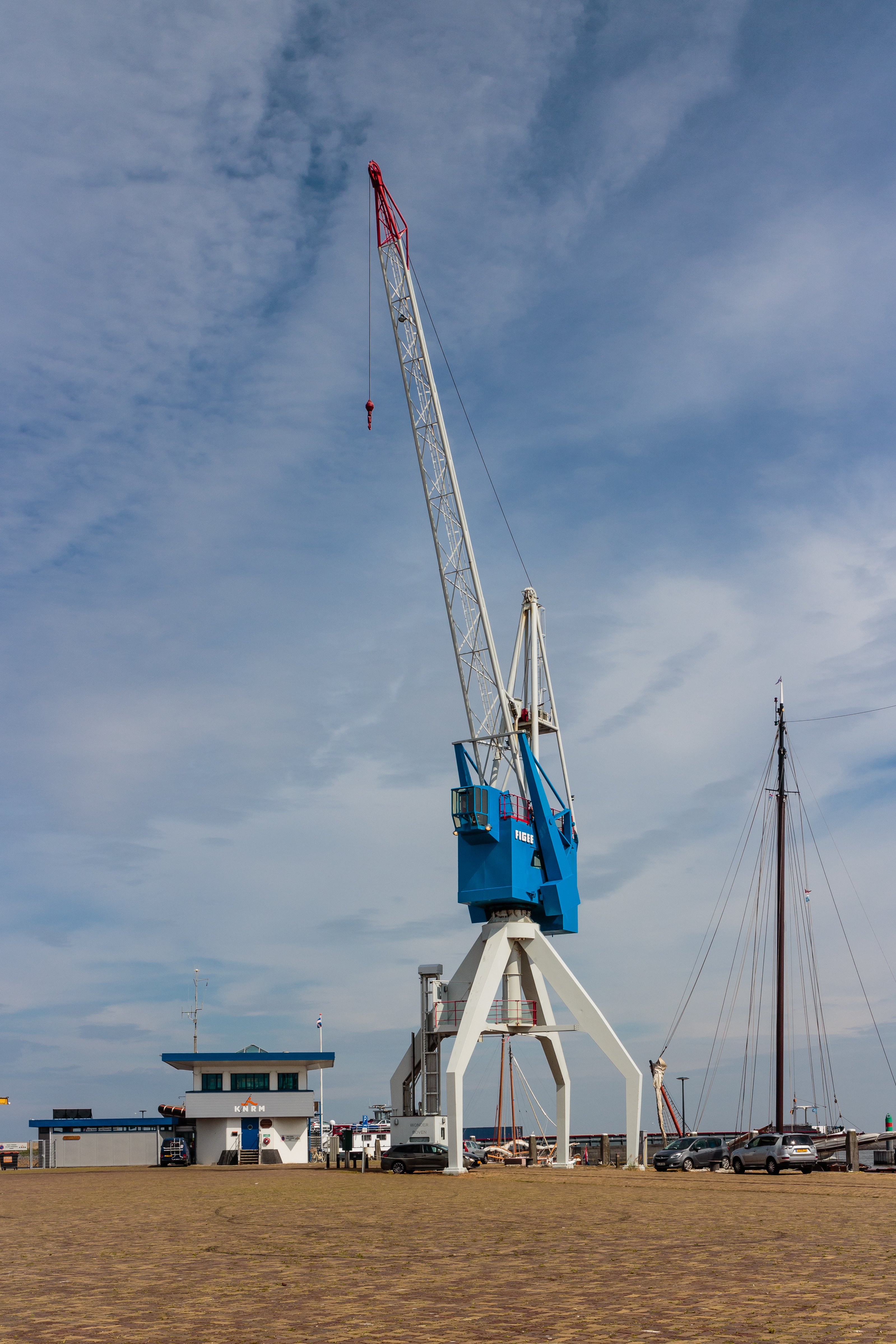

De Nieuwe Willemshaven in de Nederlandse stad Harlingen is een haven in het havengebied van Harlingen. De haven wordt gescheiden van de binnenstad van Harlingen door een keermuur die de stad moet beschermen tegen stormvloeden. Naast dat hier veel monumentale schepen voor anker liggen is dit ook de belangrijkste evenementenlocatie van de stad. Zo zijn hier in 2014, 2018 en 2022 de Tall Ships' Races gehouden. In 2023 vormt de Nieuwe Willemshaven het decor van The Passion 2023.